# Kodigenahalli, Madhugiri
Kodigenahalli là một làng thuộc tehsil Madhugiri, huyện Tumkur, bang Karnataka, Ấn Độ.